# Kiszkowo (Grande-Pologne)
Pour les articles homonymes, voir Kiszkowo.
Kiszkowo (prononciation : [kiʂˈkɔvɔ]) est un village de Pologne, situé dans la voïvodie de Grande-Pologne. Il est le chef-lieu de la gmina de Kiszkowo, dans le powiat de Gniezno.
Il se situe à 25 kilomètres à l'ouest de Gniezno (siège du powiat) et à 32 kilomètres au nord-est de Poznań (capitale régionale).
Le village possédait une population de 1 209 habitants en 2013.

## Histoire
De 1975 à 1998, Kiszkowo faisait partie du territoire de la voïvodie de Poznań.

Depuis 1999, le village fait partie du territoire de la voïvodie de Grande-Pologne.